# Controvérsias sobre os Jogos Olímpicos de Verão de 2016
Para algumas regiões da cidade do Rio de Janeiro, a realização dos Jogos Olímpicos trouxe certos impactos negativos. Estas denúncias foram feitas por parte da Relatoria Especial do Conselho de Direitos Humanos da ONU para o Direito à Moradia Adequada. Segundo estas denúncias, nestas áreas estão acontecendo despejos forçados, especialmente na Zona Oeste da cidade, como por exemplo nas Vilas Recreio II Harmonia e Restinga, localizadas no Recreio dos Bandeirantes, que será o epicentro dos Jogos Olímpicos.
Segundo reportagem da ESPN Brasil, desde 1981, que é desde quando o Banco Mundial compila em seu site oficial o crescimento do PIB de todas as nações do mundo, todas as nações-sede dos Jogos Olímpicos tiveram um crescimento de seu PIB tanto no ano anterior quanto no ano de disputa de seus Jogos. Assim, com a retração da economia brasileira em 2016, o Brasil é o primeiro país a receber os Jogos Olímpicos e Paralímpicos ficando mais pobre.
Uma pesquisa realizada pelo Datafolha, em junho de 2013, mostrava que 38% dos brasileiros acreditavam que os Jogos seriam prejudiciais ao país. Em julho de 2016, o percentual havia pulado para 63%. Entre cariocas, essa proporção foi para 47%. A taxa de brasileiros que se diziam "muito interessados" pelo evento caiu de 35%, em 2013, para 16%, em 2016.

## Antes do Jogos

### Instabilidade política
Em 2014, a Operação Lava Jato, uma investigação da Polícia Federal do Brasil, descobriu a lavagem de dinheiro sem precedentes e de corrupção na empresa estatal de petróleo Petrobras. No início de 2015, uma série de protestos contra a suposta corrupção por parte do governo da presidente Dilma Rousseff começou no Brasil, desencadeado por revelações de que numerosos políticos estavam envolvidos no caso Petrobras. No início de 2016, o escândalo se transformou em uma crise política full-blown que afecta não só a presidente Dilma Rousseff, mas também ex-presidente Luiz Inácio Lula da Silva, resultando em manifestações massivas em todo o país, envolvendo milhões de manifestantes, tanto anti e pró-Rousseff.
A imprensa noticiou, durante a realização dos Jogos, que alguns torcedores foram retirados da arquibancada por estarem fazendo manifestações políticas ou religiosas. Isto acabou gerando várias criticas, tanto da imprensa, quanto dos próprios torcedores. Segundo Mark Adams, porta-voz do COI, essa é uma regra que não foi criada para a Rio 2016. No dia 08 de agosto, o juiz federal João Augusto Carneiro Araújo concedeu uma liminar proibindo que os protestos sejam reprimidos, por entender que as repressões violam a liberdade de expressão.

### Crise econômica

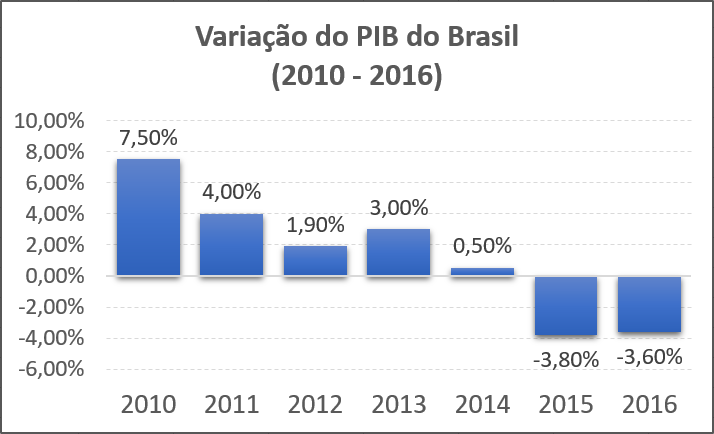
Alteração percentual do Produto Interno Bruto (PIB) real do Brasil, até o ano dos jogos.
Nota: os valores para 2015 e 2016 foram posteriormente revisados para 3,5 e 3,3%, respectivamente

Ao mesmo tempo, o Brasil enfrenta sua pior recessão econômica desde a década de 1990, levantando questões sobre se o país está adequadamente preparado para os Jogos de encontro a um contexto político e econômico volátil. De acordo com um porta-voz da OCDE a recessão brasileira duraria até 2018 e só poderia ser resolvida por novas eleições. Em 12 de maio, devido à crise econômica e política, a presidente Dilma Rousseff foi destituída de seus poderes e deveres por 180 dias, após uma votação de impeachment no Senado Federal, portanto, o vice-presidente Michel Temer foi presidente interino durante os Jogos.

### Segurança

#### Violência urbana

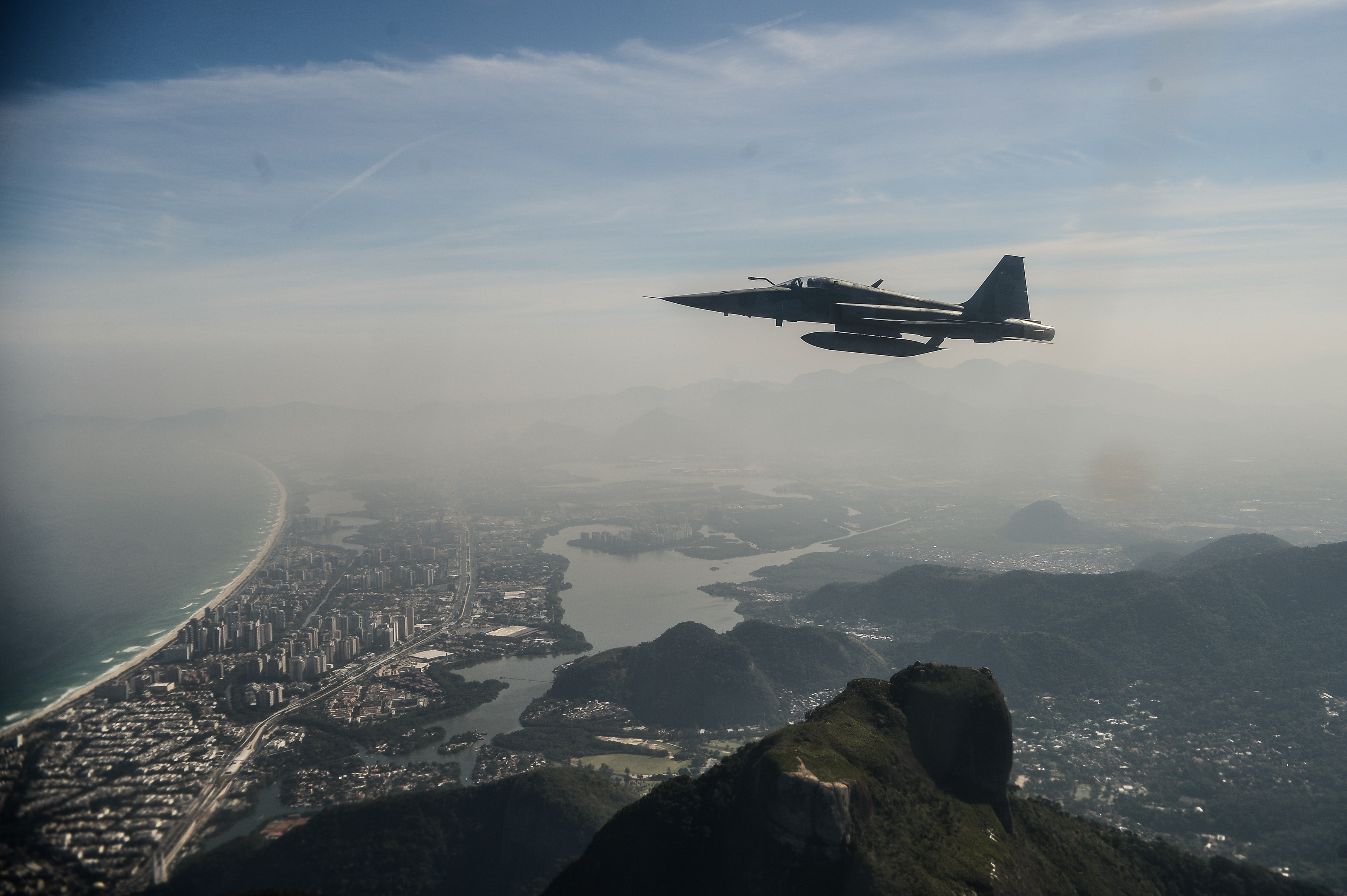
Caça F-5EM Tiger II da Força Aérea Brasileira durante um treinamento de interceptação aérea para os Jogos

Desde a concessão das Olimpíadas de 2016 ao Rio de Janeiro, os problemas de criminalidade da cidade têm recebido mais atenção. Um helicóptero da polícia foi abatido em uma favela carioca durante uma das muitas guerras contra o narcotráfico na cidade e o piloto foi morto no incidente. O prefeito do Rio admitiu que existem "grandes problemas" enfrentados pela cidade, mas garantiu a segurança do evento. No entanto, ele também disse que tais preocupações e questões foram apresentados ao COI durante todo o processo de licitação. O governador do estado do Rio de Janeiro também destacou o fato de que Londres também enfrentou graves problemas de segurança, como um ataque terrorista que ocorreu no dia após a sessão do COI que escolheu a cidade como anfitriã dos Jogos Olímpicos de Verão de 2012, além de uma série de tumultos e saques poucos meses antes do evento.
O COI, no entanto, expressou otimismo quanto à capacidade da cidade e do Brasil de responder a estas preocupações, ao afirmar que sete anos é tempo suficiente para o Rio de Janeiro resolver o seu problema de criminalidade. O porta-voz do COI, Mark Adams, disse à Associated Press: "Temos confiança na sua capacidade de entregar os Jogos seguros em sete anos. A segurança é, naturalmente, um aspecto muito importante para quaisquer Jogos Olímpicos, não importa onde ele está no mundo. Isto é responsabilidade, naturalmente e inteiramente, das autoridades nacionais, regionais e municipais." Luiz Inácio Lula da Silva, ex-presidente do Brasil, observou que a cidade já sediou outros eventos de alto nível, sem grandes incidentes, como, por exemplo, os Jogos Panamericanos de 2007.

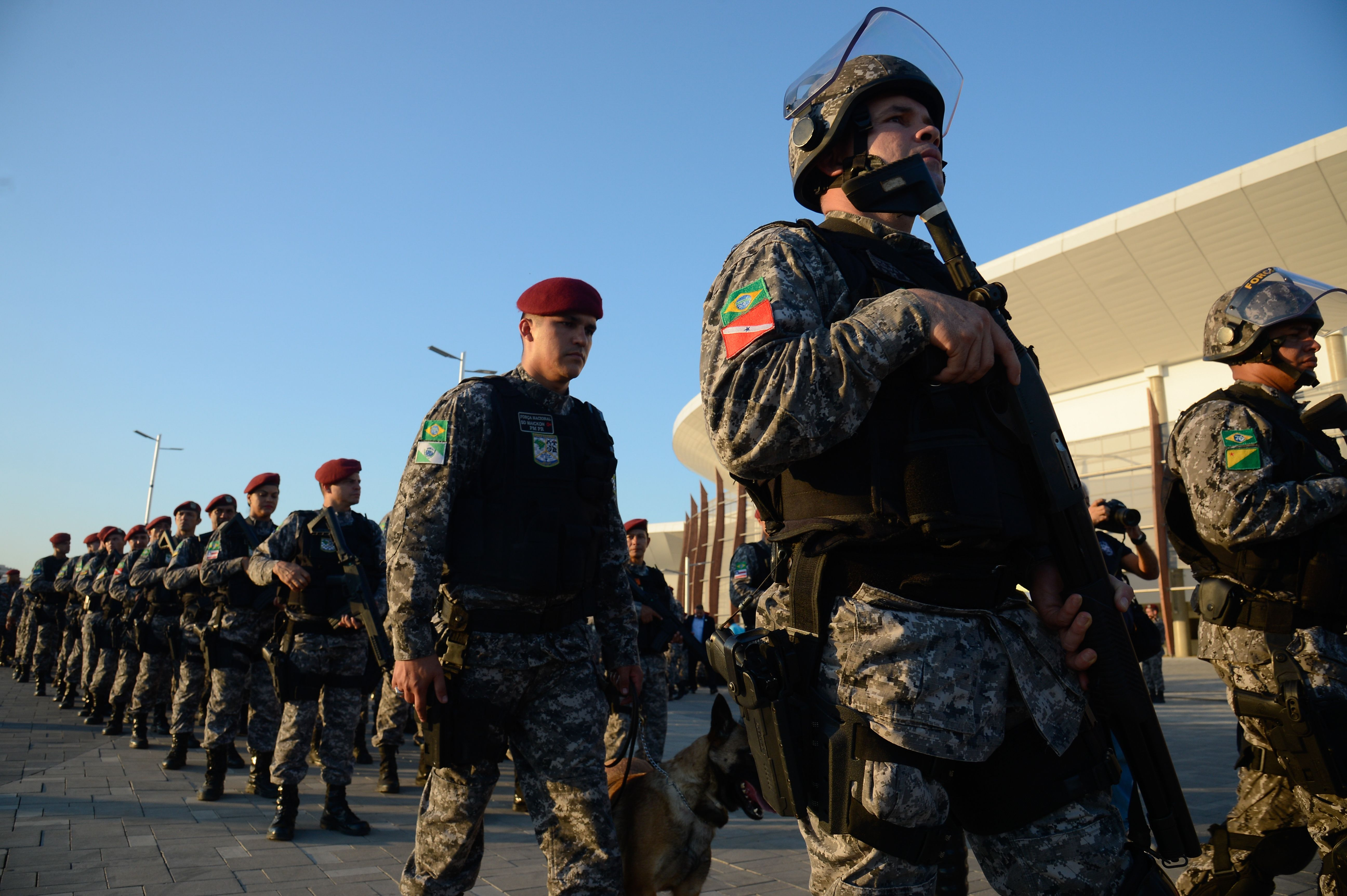
Operação integrada de segurança para os Jogos Rio 2016

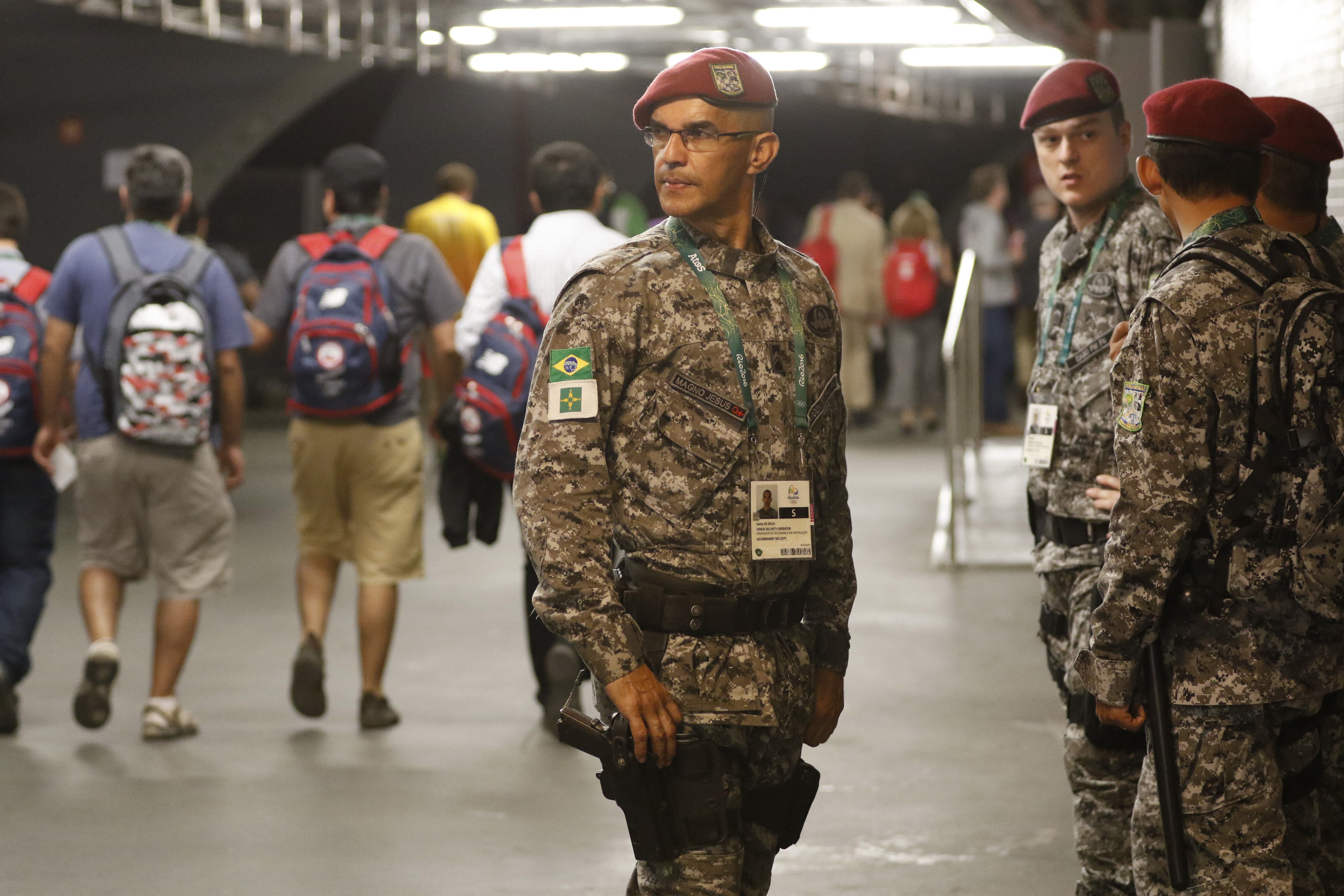
Segurança para cerimônia de abertura dos Jogos Olímpicos de Verão de 2016 no Estádio do Maracanã

O Rio de Janeiro iniciou um programa para controlar os níveis de criminalidade nas favelas locais. Unidades de Polícia Pacificadora (UPP) estão a ser usadas e construídas para reerguer a confiança das comunidades através do uso de patrulhas de rua e do trabalho cívico. Além disso, o Instituto de Segurança Pública do Rio de Janeiro informou que a taxa de homicídios do Rio de Janeiro nos primeiros cinco meses de 2012 foi a mais baixa nos últimos 21 anos, com 10,9 assassinatos para cada 100 mil habitantes. No entanto, apesar da queda no número de homicídios e de violações dos direitos humanos, a Human Rights Watch pediu que o Brasil a investigue os assassinatos extrajudiciais. A estimativa é de que cinco mil homens da Força Nacional de Segurança Pública e 22 mil oficiais das Forças Armadas (14,8 mil do Exército, 5,9 mil da Marinha e 1,3 mil da Aeronáutica), além do contingente fixo do Rio de Janeiro, atuem durante os Jogos Olímpicos.
Apesar das promessas para aumentar a segurança, ainda existem preocupações de segurança na cidade, com 2.036 mortes de janeiro a abril de 2016. Em 21 de maio de 2016, três membros da delegação espanhola foram assaltados à mão armada no bairro de Santa Teresa, por cinco jovens, dos quais dois estavam armados com pistolas. Em junho de 2016, um dos guarda-costas do prefeito foi assaltado e morto enquanto estava fora de serviço; um médico foi morto enquanto em uma via expressa; e a equipe paraolímpica da Austrália foi roubada à mão armada. Imagens também surgiram de um atirador apontando uma arma para carros na via expressa Linha Vermelha, a principal estrada para os locais de competição dos Jogos Olímpicos de Verão de 2016. Tiroteios durante confrontos entre gangues na Linha vermelha são relativamente comuns e já tiraram muitas vidas, incluindo a de uma menina de 17 anos em maio de 2016. O assassinato da menina e de outros incidentes levaram alguns países a considerar a possibilidade de trazer forças de segurança privadas para os Jogos Olímpicos.
Em 30 de junho de 2016, a polícia encontrou encontraram um pé e outras partes do corpo sobre a areia perto da Arena Copacabana, possivelmente de "uma mulher jovem ou adulta" que havia sido morta. Os oficiais disseram que as partes do corpo foram lavadas no mar, provocando possíveis preocupações adicionais sobre a violência no Rio.
No dia 31 de Julho, um funcionário contratado para supervisionar a segurança dos Jogos foi preso em flagrante, acusado de estupro de vulnerável.

#### Violência policial
A Anistia Internacional aponta ainda que no Rio, em 2015, um em cada cinco assassinatos foi cometido pela polícia, sendo que as vítimas são, em sua maioria, jovens negros moradores de favelas e periferias. Segundo a Anistia, o número de mortes causadas pela polícia aumentou nos meses que antecedem o evento, tendência que também foi registrada pela organização em São Paulo, cidade-sede da Copa do Mundo FIFA de 2014 e do torneio de futebol das Olimpíadas de 2016.

#### Ameaças terroristas
Devido aos recentes atentados realizados em outros países, casos da França e da Bélgica, e ao maior número de adesões de brasileiros à ideologia do Estado Islâmico, em abril de 2016 a Agência Brasileira de Inteligência (ABIN) elevou o grau de risco de ataque do EI durante as Olimpíadas. Na época, o diretor do Departamento de Contraterrorismo (DCT), Luiz Alberto Sallaberry, informou que diversas medidas estavam sendo tomadas para evitar os possíveis ataques terroristas.
No início de julho de 2016 foi noticiado que militantes extremistas islâmicos usaram a rede social Telegram para divulgar uma compilação de 17 recomendações para a execução de atentados terroristas durante os Jogos Olímpicos no Rio de Janeiro. No dia 18, um grupo extremista no Brasil declarou lealdade ao Estado Islâmico e criou um canal chamado "Ansar al-Khilafah Brazil" no Telegram. A informação foi divulgada pela especialista norte-americana em monitoramento de atividades terroristas na web Rita Katz, do SITE. Um dia depois desta notícia, a ABIN divulgou uma nota oficial garantindo que "todas as ameaças relacionadas aos Jogos do Rio 2016 estão sendo minuciosamente apuradas, em particular as relacionadas ao terrorismo".
No dia 21 de julho de 2016, a Departamento de Polícia Federal deflagrou a Operação Hashtag onde foram presas 12 pessoas, supostamente militantes de uma célula do Estado Islâmico no Brasil. Esse grupo vinha sendo monitorado em redes sociais, sobretudo via Facebook e Twitter, e por aplicativos de troca de mensagens, e foram presos acusados de planejar um atentado terrorista durante a Olimpíada.

### Infraestrutura
Em 9 de maio de 2014, o tabloide britânico London Evening Standard reportou que o vice-presidente do COI, John Coates, alegou que a preparação do Brasil seria a "pior que ele havia experimentado" e reclamou que os projetos de construção e de infraestrutura estavam severamente atrasados. Segundo o jornal, "o COI formou uma força especial para acelerar e auxiliar a organização dos Jogos, mas a situação continuava crítica" e concluiu que uma intervenção em uma cidade-sede "nunca havia acontecido". As críticas do dirigente repercutiram na mídia do mundo inteiro. Em 2016, porém, Coates, que também é presidente do Comitê Olímpico Australiano, numa segunda visita ao Rio meses antes do início dos Jogos declarou estar realmente bem impressionado com os avanços realizados pelo Comitê Organizador, acreditando que os Jogos seriam entregues com propriedade.

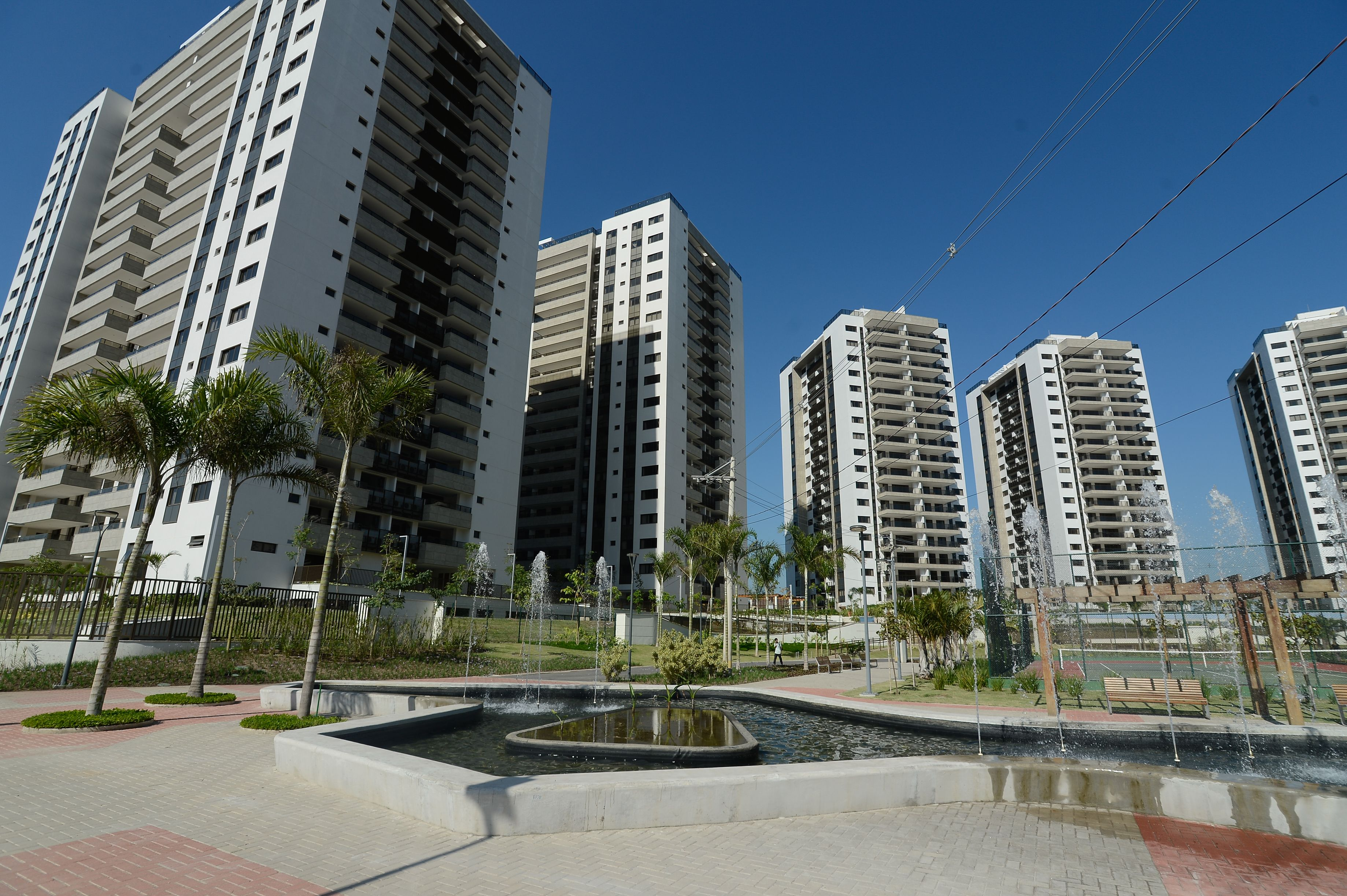
Vila Olímpica do Rio de Janeiro 2016

Ciclovia Tim Maia

Já houve alguns casos de troca de cidade sede na história dos Jogos. Os Jogos Olímpicos de Verão de 1908 estavam originalmente marcados para Roma, na Itália, mas foram transferidos para Londres devido à erupção do Monte Vesúvio dois anos antes. Os Jogos Olímpicos de Inverno de 1976 seriam realizados originalmente em Denver, Estados Unidos, mas foram transferidos para Innsbruck, Áustria, devido a falência da cidade decretada em 1974. Além disso, os Jogos Olímpicos de Verão de 1904 seriam realizados originalmente em Chicago, mas devido a uma chantagem dos organizadores da Exposição Universal de 1904, os Jogos acabaram indo parar em Saint Louis.
Em 21 de abril, no dia em que a tocha olímpica foi acesa, um trecho de 50 metros da ciclovia Tim Maia, que passa ao lado da Avenida Niemeyer, no bairro de São Conrado, e que foi uma das obras incluídas no legado dos Jogos, foi atingida por uma onda gigante e desabou. Dois pedestres caíram no oceano e morreram e três outras pessoas ficaram feridas. Quatro dias após o incidente, o prefeito do Rio Eduardo Paes anunciou que a ciclovia Tim Maia seria reconstruída antes do início dos Jogos Olímpicos, e que as empresas responsáveis pela obra seriam punidas.
A Vila Olímpica do Rio de Janeiro 2016 tem sido descrita como o maior da história das Olimpíadas. No entanto, algumas delegações consideraram a vila como "inabitável" e "insegura" devido a grandes riscos de colapso dos sistemas de encanamento e eletricidade apenas 15 dias antes do início dos Jogos Olímpicos. Sanitários entupidos, vazamento de tubulações, fiação exposta, escadas escuras onde não há iluminação instalada e pisos sujos estavam entre os problemas relatados em alguns dos apartamentos no complexo. A equipe olímpica australiana boicotou a vila nos dias iniciais por considerar o seu bloco de apartamentos inabitável. Uma equipe de mais de 500 funcionários do comitê olímpico local trabalharam para corrigir os problemas relatados pelas delegações. A organização dos Jogos Olímpicos admitiu a possibilidade de ter havido casos isolados de sabotagem por funcionários durante a fase de construção da Vila que recebeu os atletas durante o Rio 2016. A imprensa chegou a noticiar que algumas delegações, como a de Brasil e EUA, bancaram serviços extras de funcionários temporários para finalizar as acomodações. A organização dos Jogos Rio-2016 disse acreditar tratar-se de casos isolados de sabotagem.

### Vírus zica

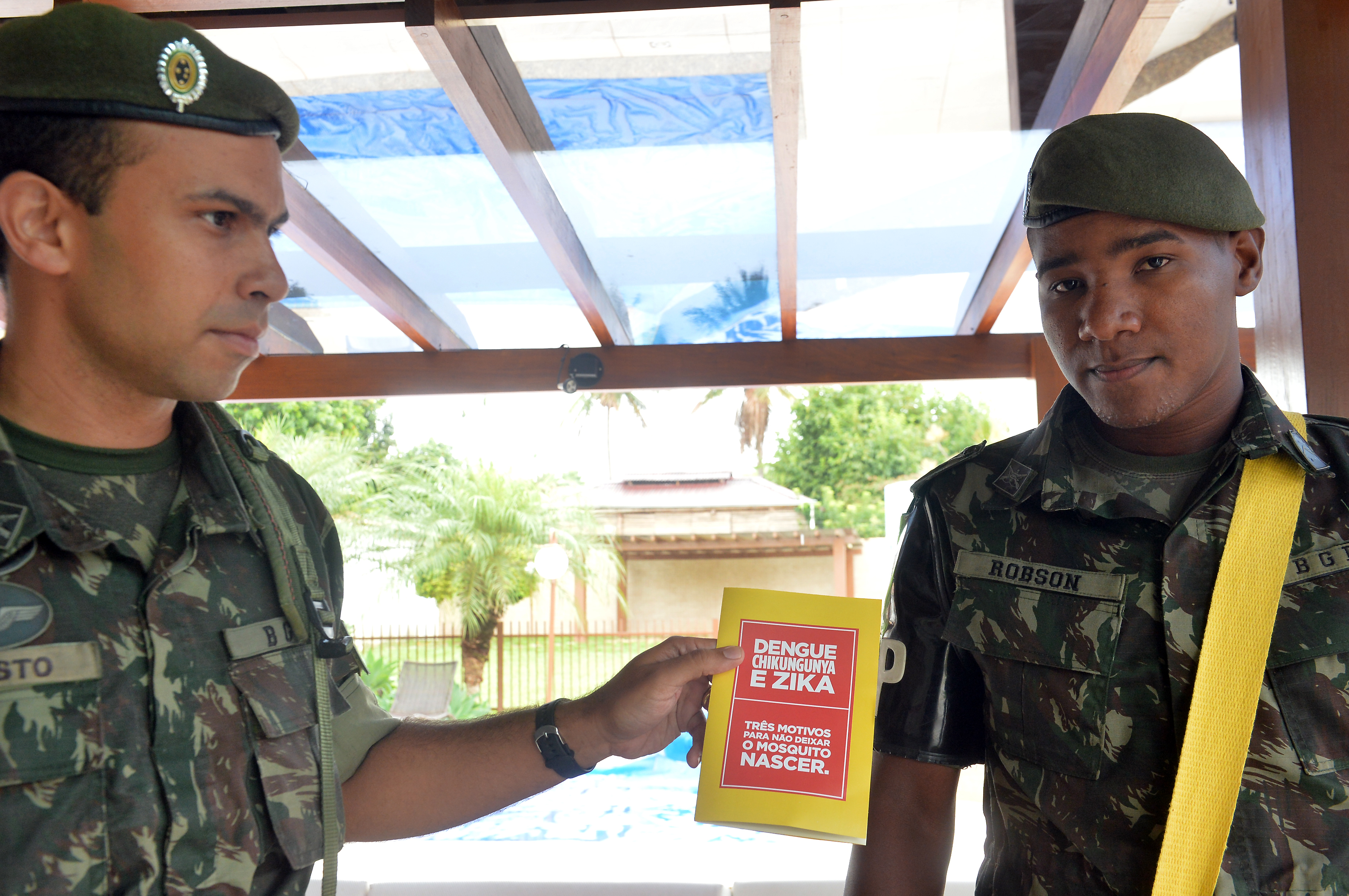
O governo enviou 200 mil soldados do Exército Brasileiro conscientizar a população e eliminar criadouros do A. aegypti

Um surto em curso do vírus Zika transmitida por mosquitos no país tem levantado temores sobre seu potencial impacto sobre os atletas e visitantes. Os organizadores planejam realizar inspeções diárias de locais olímpicos para evitar poças de água estagnada que permitem que os mosquitos para se reproduzir. A transmissão do vírus Zika também foi atribuída ao tratamento de esgoto ineficiente na cidade. Em maio de 2016, um grupo de 150 médicos e cientistas enviaram uma carta aberta à Organização Mundial de Saúde (OMS), convidando-os a, de acordo com o co-autor Arthur Caplan, ter "uma discussão aberta e transparente sobre os riscos da realização do Jogos Olímpicos como planejados no Brasil ". A OMS, no entanto, rejeitou o pedido, afirmando que "cancelar ou alterar o local dos Jogos Olímpicos de 2016 não vai alterar significativamente a propagação internacional do vírus Zika" e que não havia "nenhuma justificação de saúde pública" para adiar o evento.
Para Amir Attaran, primeiro signatário da carta enviada à OMS, as medidas para o controle do mosquito adotadas pelo Brasil são insuficientes, e que seria preciso esperar até que o mosquito transmissor, o Aedes aegypti, fosse erradicado. Contudo, um parecer da Evidências - Kantar Health destacou que é pequeno o risco de contrair doenças como zika ou até mesmo dengue e chikungunya, que também são transmitidas pelo mesmo mosquito, durante os jogos olímpicos no Rio de Janeiro.
No entanto, o receio internacional pode impactar o turismo na época das olimpíadas de 2016. Vários atletas chegaram a desistir de participar das competições olímpicas com receio da doença, como é o caso dos golfistas Hideki Matsuyama, Jason Day, Rory McIlroy, Adam Scott, Louis Oosthuizen, Charl Schwartzel, March Leishmann e Vijay Singh. O ciclista Tejay van Garderen também declarou não vir aos jogos por receio do zika vírus, especialmente porque sua esposa está grávida.
Para muitos, porém, esta desculpa de "não vir por conta do surto do zika virus", não é real. Steve Redgrave, ex-remador britânico e cinco vezes campeão olímpico, por exemplo, acredita que estes atletas não irão comparecer aos jogos pela questão financeira, já que não irão ganhar as bolsas milionárias que recebem na turnê mundial. O presidente da Federação Internacional do Golfe, Peter Dawson, também é partidário desta ideia, e acha um exagero os atletas não virem aos Jogos "apenas por conta do Zika".

### Poluição hídrica

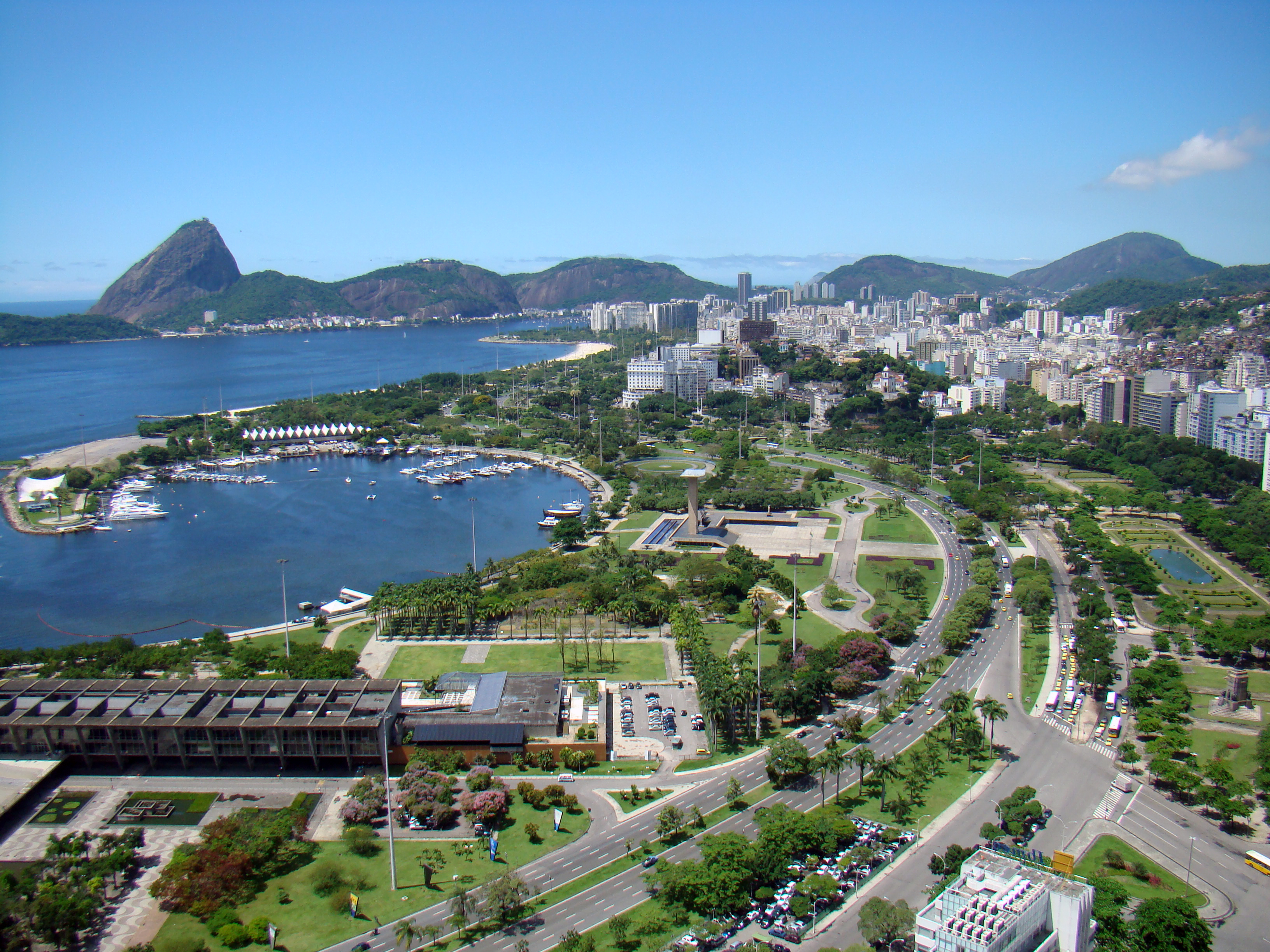
Marina da Glória, local de competições de vela

Quase 1 400 atletas velejarão nas águas da Marina da Glória na Baía de Guanabara, nadando na praia de Copacabana e praticando canoagem e remo nas águas insalubres da Lagoa Rodrigo de Freitas. Em julho de 2015 a agência de notícias Associated Press encomendou quatro rodadas de testes da qualidade da água em cada um desses locais de competições, e também na água que alcança a areia da praia de Ipanema, que é muito frequentada por turistas, mas onde não será realizado nenhum evento olímpico. Os resultados dos testes indicaram altas contagens de adenovírus, rotavírus, enterovírus e coliformes fecais em algumas amostras. Esses são vírus conhecidos por causar doenças estomacais, respiratórias e outras, incluindo diarreia aguda e vômitos, além de doenças cerebrais e cardíacas, que são mais graves, porém mais raras. As concentrações dos vírus foram aproximadamente as mesmas que são encontradas no esgoto puro. A Lagoa Rodrigo de Freitas, que foi declarada segura para remadores e canoístas, apresentou as águas mais poluídas dos locais de competições, com resultados que variam de 14 milhões de adenovírus por litro no extremo inferior a 1,7 bilhão por litro no extremo superior.
Na candidatura olímpica, as autoridades cariocas prometeram um programa governamental de 4 bilhões de dólares para expansão da infraestrutura de saneamento básico. Como parte do seu projeto olímpico, o Brasil prometeu construir unidades de tratamento de resíduos em oito rios para filtrar boa parte dos esgotos e impedir que toneladas de resíduos caseiros fluíssem para a Baía de Guanabara, mas apenas uma foi construída. O governador do estado do Rio de Janeiro, Luiz Fernando Pezão, reconheceu que "para a Olimpíada não dá tempo" de terminar a limpeza da baía.
O prefeito do Rio, Eduardo Paes, disse que foi uma "pena" que as promessas olímpicas não tenham sido cumpridas, acrescentando que os jogos estão se mostrando "uma oportunidade perdida" no que diz respeito à qualidade das águas.

### Remoções forçadas
No livro SMH 2016: Remoções no Rio de Janeiro Olímpico, da Mórula Editorial, que nasceu do trabalho de conclusão do curso de Lucas Faulhaber na Faculdade de Arquitetura e Urbanismo da Universidade Federal Fluminense. Um dos mapas do trabalho mostra favelas com remoções e os empreendimentos do programa governamental Minha Casa, Minha Vida indica que as estão sendo tiradas das áreas mais valorizadas da cidade e jogadas na fronteira da área urbana do Rio de Janeiro. Faulhaber argumenta que esse processo de segregação acontece por interesses do mercado imobiliário, que ganha tanto na desapropriação de áreas nobres quanto na realocação em áreas distantes, um processo que é recorrente na história do Rio de Janeiro. A obra conta com prefácio da urbanista Raquel Rolnik, da Faculdade de Arquitetura e Urbanismo da Universidade de São Paulo (USP) e relatora da ONU para o direito à moradia adequada entre 2008 e 2014.
Segundo a organização Anistia Internacional, depois que o Rio foi escolhido para sediar os Jogos, mais de 22 mil famílias foram desalojadas, segundo dados apresentados pela Prefeitura do Rio de Janeiro, sendo que a Vila Autódromo se tornou o caso mais emblemático. As remoções causam enorme impacto social, principalmente entre as crianças, quando elas ocorrem sem o devido encaminhamento e indenizações. No entanto, violações de direitos humanos ligadas a grandes eventos esportivos não são um fato isolado no Brasil, mas mais um exemplo de que grandes eventos esportivos realizados em países com histórico grave de abusos tendem a exacerbar violações que já ocorrem, como foi em Pequim 2008, Sochi 2014, e Baku 2015 O sociólogo britânico David Goldblatt , autor de The Games: A Global History of the Olympics ("Os Jogos: Uma História Global das Olimpíadas", em tradução livre), também lembra que mais de 800 mil pessoas foram alvo de remoções forçadas antes dos Jogos Olímpicos de Verão de 1988, realizados em Seul, na Coreia do Sul.

### Colisão de Caças da Marinha do Brasil
No dia 26 de julho, dois caças modelo AF-1 Skyhawk da Marinha do Brasil que encontravam-se realizando treinamento de ataque a alvos de superfície colidiram-se no ar. Segundo a Marinha, um dos caças caiu no mar, mas o piloto conseguiu se ejetar a tempo e sair com vida, e o outro voltou com segurança para a Base Aérea Naval de São Pedro da Aldeia, de onde eles tinham saído.

### Morte de Paraquedistas
No dia 29 de junho, dois paraquedistas - Gustavo Correa Garcez, e seu instrutor Guilherme Bastos Padilha - morreram durante um salto, realizado na cidade de Boituva-SP. Segundo informações do Corpo de Bombeiros, os 2 se chocaram no ar. A imprensa noticiou que eles estavam realizando um treinamento para uma apresentação que seria realizada na abertura dos Jogos Olímpicos no Rio de Janeiro. A reportagem do G1 entrou em contato com o Comitê Organizador dos Jogos, que negou a informação. Apesar disso, um atleta que participou do treinamento e não quis se identificar disse que o objetivo do salto, composto por cerca de 30 pessoas, era desenhar no ar os anéis olímpicos na praia de Copacabana durante o show de abertura dos jogos. A versão foi confirmada por um membro da família de uma das vítimas.

### Abatimento da onça Juma durante a passagem da tocha olímpica
No dia 20 de junho, uma onça que era mascote do exército em Manaus foi executada ao tentar atacar um soldado, depois do evento da passagem da tocha olímpica. No fim do evento, quando estava sendo levada de volta para a jaula, a onça tentou fugir. Uma equipe de militares composta de veterinários especializados tentou resgatar o animal. Porém, mesmo atingido com tranquilizantes, Juma se deslocou em direção a um militar e, para protegê-lo, os tratadores atiraram com uma pistola. O animal morreu na hora. A morte do animal provocou protestos nas redes sociais. Organizações de defesa de direito dos animais querem proibir o uso de animais silvestres em eventos de grande público.
Especialistas afirmaram que o estresse e medo, ocasionados por uma superexposição da onça, podem ter influenciado na fuga e ataque do animal ao militar. O Instituto de Proteção Ambiental do Amazonas (Ipaam) comunicou que não foi solicitada junto ao órgão a autorização da onça Juma para participar do evento.
No dia seguinte, a organização dos Jogos Olímpicos Rio 2016 se pronunciou sobre a morte da onça Juma. "Erramos ao permitir que a Tocha Olímpica, símbolo da paz e da união entre os povos, fosse exibida ao lado de um animal selvagem acorrentado", admitiu o comitê.

### Dopagem de atletas russos

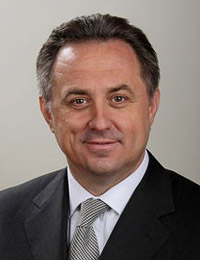
Vitaly Mutko, Ministro de Esportes da Rússia

Em novembro de 2015, equipe de atletismo da Rússia foi provisoriamente suspensa de todas as competições internacionais de atletismo pela Associação Internacional de Federações de Atletismo (IAAF) após um relatório da Agência Mundial Anti-Doping (WADA) concluir que havia um amplo programa de dopagem no país. A IAAF anunciou que iria permitir que atletas russos individuais pudessem se candidatar a uma "elegibilidade excepcional" para participar dos Jogos como atletas "neutros", se fosse verificado de forma independente que não eles haviam se envolvido no programa de dopagem russo. Em 18 de julho de 2016, uma investigação independente encomendada pela WADA informou que Ministério dos Esportes e o Serviço Federal de Segurança da Rússia tinham operado um sistema "ditado pelo Estado" para implementar um amplo programa de doping e para encobrir amostras positivas. No mesmo dia, o Comitê de Atletas da WADA declarou: "Apesar de conhecermos tais alegações, após ler o relatório de hoje, ver o peso das evidências e ver a escala da dopagem, a decepção é surpreendente." A Comitê de Atletas da WADA, o Instituto de Organizações Nacionais Antidopagem, e os líderes das agências antidopagem de 14 países diferentes, incluindo Egito, Alemanha, Japão e Estados Unidos, pediram para que a Rússia fosse banida dos Jogos Olímpicos de 2016.
Com base nestes resultados, o Comitê Olímpico Internacional (COI) pediu uma reunião de emergência para considerar a proibição completa da participação da Rússia dos Jogos Olímpicos de Verão de 2016. Em 24 de julho de 2016, o Comitê Executivo do COI decidiu contra a proibição completa da Rússia. O Conselho de Administração especificou que, a fim de ser admitido, cada participante russo teria de ser avaliado pela Federação Internacional da modalidade ao qual foi inscrito para competir. A federação avaliará os participantes individualmente, com base no Código Mundial Antidopagem e outros princípios decidido pelo COI, além de não poder ter participado dos testes de dopagem realizados pelas autoridades anti-doping russas, mas apenas de "testes internacionais confiáveis e adequados". Além disso, qualquer atleta russo, que já tinha sido penalizado por doping seria impedido de participar, independentemente do fato da sanção já ter expirado. A avaliação positiva de todos os participantes elegíveis seria confirmada por um árbitro "independente de qualquer organização esportiva envolvidos nos Jogos Olímpicos Rio 2016". O COI também rejeitou a recomendação da IAAF e da WADA que, caso permitisse atletas russos, que eles só pudessem competir como "atletas neutros" sob a bandeira olímpica. No entanto, as regras olímpicas permitem apenas atletas selecionados nacionalmente para competir nos Jogos.

## Durante os Jogos

#### Torcedor Brasileiro
Logo nos primeiros dias de competição, o jeito de os brasileiros torcerem pelos atletas do país repercutiu na mídia e redes sociais no exterior, que chamou estes jogos de "Olimpíada das vaias". Muitos atletas e jornalistas estrangeiros entenderam tratar-se de um jeito peculiar de torcer, já outros criticaram a falta de "espírito olímpico" dos torcedores brasileiros.

### Segurança
Antes do início dos Jogos, o comitê afirmou diversas vezes que o Rio é o lugar mais seguro do mundo para estar neste momento, por causa do tamanho da operação de segurança e a quantidade de militares espalhados pela cidade. Porém, alguns casos de violência foram noticiados.
Dias antes do início oficial dos Jogos, um ônibus que levava jornalistas chineses ficou preso em meio ao um fogo cruzado na Linha Vermelha, na saída do aeroporto internacional Galeão/Tom Jobim. Ninguém ficou ferido, porém. Conforme noticiado pela BBC, na hora da cerimônia de abertura, um homem foi morto nas proximidades do Maracanã. Segundo a polícia, um policial reagiu a uma tentativa de assalto e matou o suspeito, de 22 anos. Voluntários e outros espectadores se assustaram com a cena. As imagens do rapaz morto ganharam repercussão internacional. Também no dia da abertura, mas antes do início oficial dos Jogos, uma arquiteta, que dirigia na Via Binário, foi morta em uma tentativa de assalto perto do Boulevard Olímpico
No dia 6 de agosto, uma bala perdida foi encontrada dentro da sala de imprensa do centro de hipismo de Deodoro. Ninguém ficou ferido e nenhum equipamento foi danificado. No dia 7 de agosto, conforme noticiou o UOL Esporte, um alarme falso de incêndio foi acionado no prédio do IBC, de onde as emissoras de TV transmitiram as competições da Rio-2016. Dezenas de profissionais tiveram que evacuar o local às pressas. Somente após alguns minutos, a entrada no prédio foi liberada. Segundo o Comitê da Rio-2016, o motivo do disparo do alarme foi a troca do software do sistema. Foram 20 segundos de alarme falso de incêndio. Em 9 de agosto, conforme noticiado pelo jornal Lance!, um ônibus que carregava profissionais da imprensa foi atacado, na via expressa Transolímpica. As janelas do ônibus chegaram a se estilhaçar após o choque. Um dia depois do incidente, a organização dos Jogos informou que, segundo a perícia, o ônibus foi atingido por pedras.
Em 10 de agosto, a ESPN Brasil noticiou que, como um teste, um repórter conseguiu entrar e sair de várias arenas com uma faca escondida na mochila, e conseguiu passar, sem problemas, por vários equipamentos de raios-x supervisionados por policiais ou membros da Força Nacional.
Ainda em 10 de agosto, dois policiais da Força Nacional que trabalhavam na segurança da Olimpíada foram baleados por traficantes no Rio, ao entrarem por engano na favela Vila do João, parte do complexo da Maré. Um dos policiais, o soldado Helio Vieira, cedido pela PM de Roraima, foi internado em estado grave no hospital Salgado Filho. Após atirarem nos policiais, o criminosos fugiram para o interior da comunidade. No dia seguinte, o ministro da Justiça, Alexandre de Moraes, em mensagem postada em seu perfil no Facebook, informou a morte do soldado Helio Vieira. Tão logo a informação desta morte foi noticiada, o Governo Federal decretou luto oficial de um dia, e o Governo de Roraima luto oficial de três dias.
Depois de mais esta ocorrência de violência durante os Jogos, o diretor de segurança do Comitê Rio-2016, Luiz Fernando Corrêa, afirmou que seria uma utopia não ter registros desse tipo. Apesar de admitir que é impossível não ter problemas, ele defendeu o plano feito para a Olimpíada e disse que os índices de criminalidade caíram consideravelmente.

#### Prisões de atletas
Casos de prisões de atletas em competições nos Jogos Olímpicos não são tão comuns. Nos Jogos de 2016, porém, pelo menos 2 casos viraram notícia. O primeiro aconteceu no dia 05 de agosto, quando o marroquino Hassan Saada foi preso, acusado de tentar estuprar uma camareira durante a limpeza do seu quarto na Vila Olímpica. Algumas horas após ser preso em seu quarto, ele foi encaminhado para o Complexo Penitenciário de Gericinó, em Bangu. O Comitê Rio 2016 informou que está ciente do incidente, ressaltou que o fato extrapola o âmbito esportivo e afirmou que vai colaborar com as investigações da forma que for necessária. Sua defesa entrou com um pedido de habeas corpus, para que ele pudesse competir. O pedido, porém, foi indeferido pelo desembargador Wilson do Nascimento Reis, alegando não ter encontrado qualquer irregularidade na prisão que justificasse o deferimento do habeas corpus. Assim, sem poder comparecer no local de sua luta, ele perdeu por W.O.
O segundo foi no dia 8 de agosto, quando o boxeador Jonas Junias, da Namíbia, também foi preso pelo mesmo motivo. Segundo o Comitê Rio 2016, o atleta foi levado para a delegacia do Recreio dos Bandeirantes, e encaminhando ao mesmo Complexo Penitenciário.

#### Confusões entre atletas e entre torcedores
No dia 8 de agosto, na partida de tênis entre o argentino Juan Martín del Potro e o português João Sousa, dois torcedores - um brasileiro e um argentino - chegaram as vias de fato, e acabaram expulsos da arquibancada por seguranças da quadra principal. O episódio atrapalhou o começo da partida, forçando uma interrupção por alguns minutos.
No dia 10 de agosto, as equipes de futebol da Argentina e de Honduras empataram em 1x1 no Engenhão, no último jogo da primeira fase. Este resultado eliminou os Argentinos do torneio. Depois do apito final, o zagueiro Gianetti inciou um princípio de briga com os hondurenhos.

#### Cambismo
No dia 6 de agosto, 3 homens foram detidos pela Guarda Municipal do Rio tentando vender ingressos para competições. Os casos foram registrados em delegacias como crime contra a economia popular. No dia 7 de agosto, o Comitê Rio 2016 anunciou a prisão de mais 40 cambistas nos arredores do Parque Olímpico, na Barra da Tijuca. Eles eram abastecidos por ingressos fornecidos pela "família olímpica" e atuavam para uma empresa com ligações com membros do Comitê Olímpico do Rio (COI). Um dos presos pela Polícia Civil do Rio - um irlandês - era um dos diretores da empresa inglesa THG que, em 2014, teve seu CEO, James Sinton, preso por integrar a máfia dos ingressos da Copa do Mundo de 2014.
No dia 8 de agosto, uma quadrilha foi presa em São Paulo por clonar cartões e revender ingressos originais da Rio 2016 por preços inferiores aos oficiais. O líder da quadrilha declarou à polícia que a quadrilha conseguia revender os ingressos por preço inferior porque eles eram comprados com cartões clonados. Pelo menos 20 ingressos foram apreendidos com o grupo.

#### "Lochtegate": O Caso dos Nadadores Americanos
Em 14 de agosto de 2016, o nadador americano e medalhista de ouro Ryan Lochte afirmou ao canal americano NBC News que ele e seus colegas nadadores Gunnar Bentz, Jack Conger e Jimmy Feigen foram assaltados à mão armada por homens vestidos como policiais que pararam seu táxi quando eles saíam de uma festa na madrugada, e também registrou a suposta ocorrência na Polícia Civil. Ryan Lochte disse que ficou sob a mira de um revólver após se recusar a deitar no chão durante o assalto. O Comitê Olímpico dos Estados Unidos (USOC, sigla em inglês) emitiu um novo comunicado na tarde do mesmo dia confirmando o assalto aos atletas e sugerindo que eles podem ter sido vítimas de uma falsa blitz policial.
Esta notícia do roubo aos nadadores americanos repercutiu negativamente no mundo todo. O USA Today, por exemplo, afirmou que o assalto à mão armada é "uma imagem terrível e assustadora" que "muda o tom destes Jogos de uma hora para outra".
A Polícia Civil do Rio de Janeiro disse à AFP que “estão em andamento investigações para entender o roubo sofrido por nadadores olímpicos americanos”. Ela então intimou os nadadores a darem um depoimento. Como Lochte e Feigen deram diferentes versões do caso, autoridades suspeitaram que a história foi inventada.
Uma investigação mais aprofundada revelou que o incidente, na verdade, não ocorreu como os nadadores haviam descrito. A história foi contestada após câmeras de segurança da Vila Olímpica mostrarem os atletas chegando em horário diferente ao dado nas entrevistas. Os atletas pareciam portar carteiras e celulares e, descontraídos, brincavam, o que não seria de se esperar após um episódio de violência, aumentando as suspeitas.
Com a repercussão do caso, o motorista de táxi que transportou os nadadores procurou a polícia e forneceu algumas informações. A polícia então foi até o local descrito pelo taxista e descobriu um outro vídeo, que mostra os 4 atletas - completamente embriagados - em um posto de gasolina depredando um banheiro, urinando no chão, e sendo impedidos de deixar o local pelos seguranças, que queriam que os nadadores pagassem pelo prejuízo.
Depois que a Polícia descobriu a verdadeira história, a Justiça Brasileira decretou a apreensão dos passaportes dos nadadores. Gunnar Bentz, Jack Conger e Jimmy Feigen foram retirados do avião, quando estavam embarcando para os EUA. Ryan Lochte já tinha voltado aos Estados Unidos.
Gunnar Bentz, Jack Conger e Jimmy Feigen fizeram novos depoimentos e confirmaram que de fato não houve nenhum assalto. Segundo Fernando Veloso, chefe da Polícia Civil, uma das linhas de investigação é de que os nadadores inventaram o assalto para tentar enganar a namorada de um deles. Testemunhas contaram que eles ficaram com meninas na festa onde estavam. O inquérito foi encaminhado ao Juizado do Torcedor e dos Grandes Eventos da Justiça do Rio de Janeiro, que indiciou os nadadores por falsa comunicação de crime.
Ao Jornal Nacional, Lochte admitiu que foi imaturo e impreciso no depoimento às autoridades, pediu desculpas ao povo brasileiro e disse que o Brasil não merecia isso e que o país fez uma Olimpíada maravilhosa. Ele chegou a dizer que "ama" os brasileiros. Entretanto, não admite que mentiu quando afirmou que foi assaltado.
Após a reviravolta do caso, este episódio ganhou a alcunha de "Lochtegate" e foi o assunto mais comentado pelos americanos no Twitter no dia da revelação da verdade. A imprensa internacional mudou o tom das críticas. O posto de gasolina chegou a entrar como atração turística no pacote de uma empresa de turismo no Rio, que cobra US$ 160 (cerca de R$ 516) por um passeio que inclui o entorno do Parque Olímpico, o posto de gasolina onde Lochte participou de cenas de vandalismo, o Morro Santa Marta e o Cristo Redentor, com uma parada para almoço.
Ryan Lochte perdeu seus patrocínios com a Speedo, Ralph Lauren e marcas de cosméticos e colchões. O comediante Curtis Lepore fez sucesso criando uma paródia sobre a a confusão.
O COI abriu uma comissão disciplinar para investigar o caso.

### Organização
Desde o início das competições, a imprensa noticiou problemas enfrentados pelo público para se alimentar nos parques e arenas da Olimpíada. O torcedor que estava indo assistir às competições tinha de enfrentar imensas filas para comer e beber. “Pedimos desculpas às pessoas que estão esperando sob o sol. Obviamente precisamos melhorar neste departamento”, disse, em um comunicado oficial, o porta-voz da Rio 2016, Mário Andrada e Silva. No dia 07 de agosto, a fim de amenizar os transtornos, food trucks foram acionados às pressas.

#### Instalações
Construída para os Jogos Pan-Americanos de 2007, a Arena Olímpica do Rio está entre as duas únicas instalações remanescentes daqueles Jogos na Olimpíada Rio 2016. Nas pias dos toaletes as torneiras da arena estavam ainda decoradas com o logo do Pan 2007.

##### Problemas com a Água das Piscinas do Polo Aquático e dos Saltos

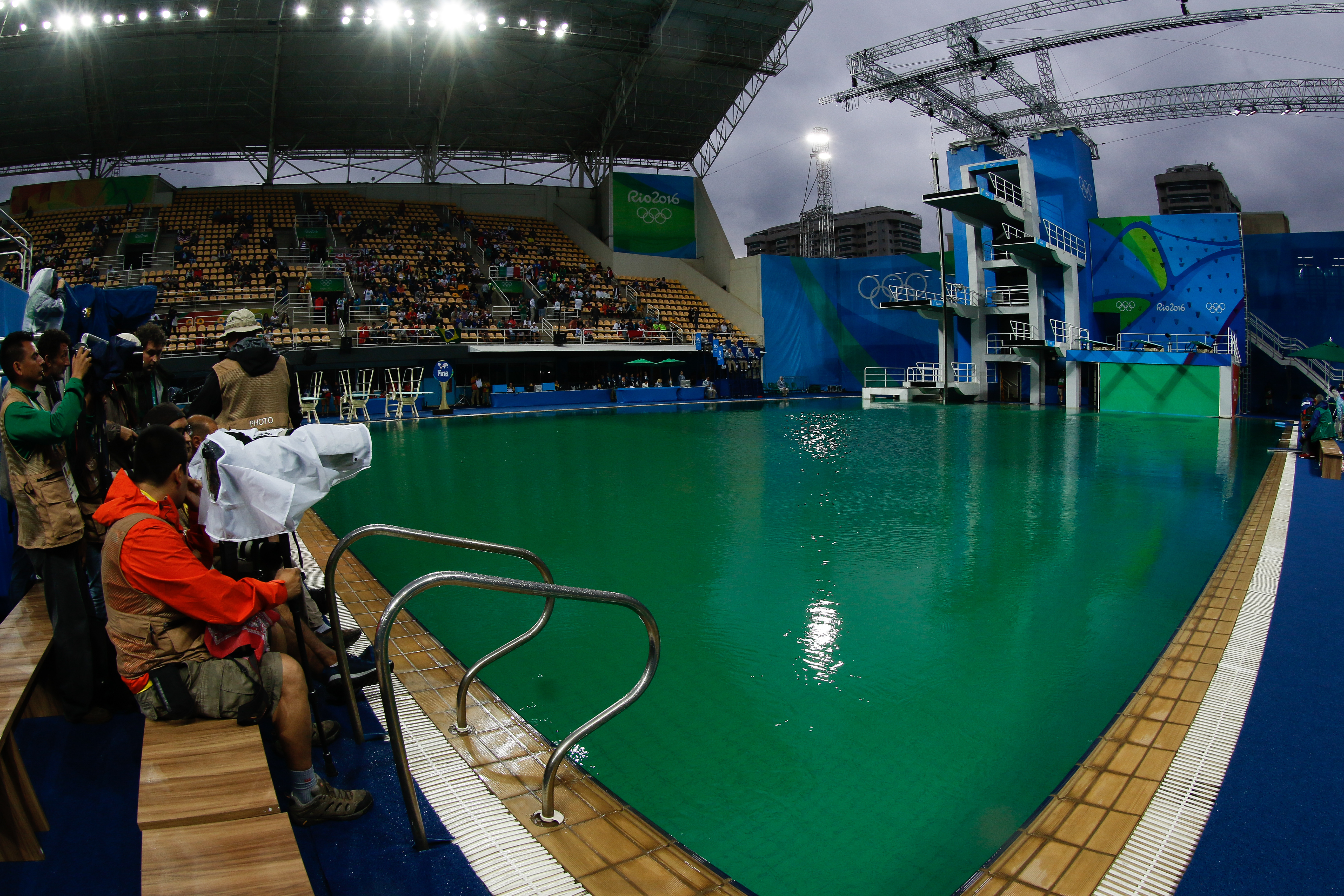
A água de uma das piscinas do Parque Aquático Maria Lenk ficou verde em 9 de agosto.

Em 8 de agosto, a piscina do Parque Aquático Maria Lenk usada nos saltos ornamentais amanheceu com a água num tom escuro e turvo; ou seja, completamente fora do padrão. Isto causou estranhamento entre atletas, público, imprensa e responsáveis pela organização da Olimpíada. Um dia depois, a piscina de polo aquático do mesmo complexo, logo ao lado, também amanheceu com o tom verde. Apesar disso, as competições aconteceram normalmente. No mesmo dia, o diretor de comunicação do Comitê Rio 2016, Mario Andrada, explicou que um decréscimo no nível de alcalinidade da água fez com que ela ficasse verde e até a piscina principal fosse afetada. Andrada admitiu que houve uma falha do comitê em observar que, com mais atletas na água, poderia ocorrer essa alteração. Ele afirmou também que não havia qualquer risco à saúde dos atletas, e que a água voltaria à cor normal no final da tarde do dia seguinte.

##### Piscina da Natação
Um estudo realizado por pesquisadores da área da natação revelou que a estrutura da piscina utilizada na Olimpíada do Rio de Janeiro pode ter beneficiado alguns atletas. Tudo indica que uma falha na construção permitiu a criação de uma corrente em um dos lados da piscina que influenciou na velocidade dos nadadores durante as provas. Joel Stager, diretor do Centro da Ciência da Natação da Universidade de Indiana, nos Estados Unidos, afirmou ao jornal americano The Wall Street Journal ter descoberto que, estatisticamente, homens e mulheres que participaram das provas nas raias de número 5 a 8 conseguiram um ligeiro aumento de velocidade, enquanto os atletas que nadaram nas raias de 1 a 4 tiveram tempos maiores. Isso aconteceu somente nas provas de 50 metros, onde apenas 1 medalhista (contando homens e mulheres) nadou numa raia com números inferiores – Anthony Ervin, dos EUA. Nas provas de 100 ou 200 metros, a vantagem variava de acordo com o momento do percurso. Na ida, os nadadores nas raias de 5 a 8 tiveram vantagem, enquanto na volta foram os atletas nas raias de números menores que usufruíram do aumento de velocidade. As suspeitas apresentadas por Stager e sua equipe sobre a piscina da Rio-2016 se assemelham às publicadas pelos mesmos estudiosos no Jornal de Medicina e Ciência em Esportes e Exercícios sobre o Mundial de 2013. A responsável pela construção da piscina no Rio de Janeiro foi a Myrtha Pools, uma empresa italiana, que também ergueu a instalação aquática no Mundial de Barcelona.

#### Bandeira Chinesa
No dia 6 de agosto, o consulado geral da China no Rio de Janeiro reclamou que quatro das cinco estrelas da bandeira chinesa utilizada na cerimônia de abertura e nas cerimônias de entrega de medalhas dos Jogos Olímpicos do Rio 2016, não estavam alinhadas corretamente. Nas redes sociais chinesas, alguns internautas denunciaram um complô contra o país. A emissora estatal "China Central Television" utilizou sua conta em uma rede social para criticar o erro: "A bandeira nacional é o símbolo de uma nação! Nenhum problema é permitido!", escreveu. De acordo com "The Wall Street Journal", que revelou o caso, diplomatas chineses apresentaram queixa oficial contra o Comitê Organizador dos Jogos. Alguns relatos divulgados pela mídia equivocadamente afirmavam que elas haviam sido fabricadas na China. Porém, o Comitê Olímpico acabou admitindo que elas foram confeccionadas no Brasil e prometeu investigar. O comitê organizador dos Jogos, além de pedir desculpas ao consulado afirmou que "todas as bandeiras utilizadas pela Rio-2016 são aprovadas pelos Comitês Olímpicos nacionais e neste caso não foi diferente. As bandeiras já estão sendo refeitas e a troca será realizada o quanto antes."
Segundo o Ministério das Relações Exteriores do Brasil, o erro não provocou mal-estar diplomático entre os países.
No dia 23 de agosto, quando a equipe feminina de vôlei da China subiu ao pódio para receber o ouro, novamente uma versão errada da bandeira chinesa foi hasteada à mais alta posição durante a cerimônia de medalhas. Este segundo erro fez fãs chineses usarem a internet para desabafar e expressar raiva. Eles fizeram multiplicar uma hashtag que se traduz como "Olimpíada do Rio usando a bandeira nacional chinesa errada". Ela foi usada mais de 8 milhões de vezes no Sina Weibo, um dos mais acessados sites chineses que mistura características do Twitter e do Facebook.

#### Decisões Polêmicas da Arbitragem e Protestos contra Resultados
A luta de boxe entre o russo Evgeny Tishchenko e o cazaque Vasily Levit, que valeu o ouro ao russo na categoria peso pesado, gerou muita polêmica. Analistas dizem que era o cazaque - e não o russo - que deveria ter saído com a vitória. O público presente no local da luta vaiou o resultado, quando foi anunciado o vencedor. Evgeny Tishchenko já havia tido outro resultado contestado pelo público - que vaiou - e pelo lutador italiano Clemente Russo, que se sentiu injustiçado com sua derrota.
Outra luta de boxe polêmica foi entre o irlandês Michael Conlan e o russo Vladimir Nikitin. A arbitragem deu vitória por unanimidade do russo, mas especialistas afirmam que o vencedor deveria ter sido o irlandês.
Após estas três polêmicas - que coincidentemente ou não favoreceram sempre os atletas russos, e por isso levantou suspeitas de manipulação - a AIBA (Associação Internacional de Bxoe Amador) anunciou que iria suspender os árbitros destas lutas.
Resultados da Luta Lvre também geraram polêmica. No dia 21 de agosto, irritados com uma marcação desfavorável a seu atleta Mandakhnaran Ganzorig, uma dupla de treinadores da Mongólia ficou só de sunga na decisão do bronze da categoria 65kg estilo livre. A fúria não se resumiu ao tapete de lutas. Ao passar pela zona mista aos prantos, o lutador mongol Mandakhnaran Ganzorig chutou a grade que o separava dos jornalistas. Apesar dos protestos, o atleta adversário foi declarado vencedor.

### Manifestações Políticas

#### Expulsão de Torcedores
Logo nos 2 primeiros dias de competição (6 e 7 de agosto), seguranças expulsaram torcedores que estavam gritando ou portando camisas e cartazes com mensagens políticas. Segundo Mario Andrada, diretor de Comunicações da Rio-2016, a organização da Olimpíada que não tolerará a exibição de cartazes de protestos políticos em arenas, não havendo restrições a vaias e cantos. Quem insistir será retirado do local. Essa medida acabou gerando uma revolta popular nas redes sociais. Porém, apesar de causar estranheza ao público, a medida já estava prevista em normas estipuladas pelo Comitê Organizador da Rio 2016, que proíbe expressamente manifestações “de cunho político e religioso”, e já tinha validade desde jogos anteriores, já que o Comitê Olimpíco Internacional (COI) defende que o esporte é neutro e não deve ser espaço para plataformas políticas.
Vale ressaltar que a proibição de protestos de cunho político em estádios já havia sido considerada legal, em 2014, pelo Supremo Tribunal Federal (STF), quando a corte analisou um recurso sobre a Lei da Copa.
No dia 8 de agosto, o juiz federal substituto do Tribunal Regional Federal 2ª Região (TRF2) João Augusto Carneiro de Araújo, determinou, em decisão liminar, que a União, o estado do Rio de Janeiro e o Comitê Organizador Rio 2016 “se abstenham, imediatamente” de reprimir manifestações pacíficas de cunho político em locais dos jogos. Em seu despacho, o juiz substituto impôs multa de R$ 10 mil por cada ato que viole a decisão. No dia seguinte, os organizadores dos Jogos Rio-2016 tentaram derrubar esta liminar, mas, ainda no mesmo dia, eles decidiram desistir do recurso.

#### Maratona Feminina
Durante a maratona feminina, parte do público protestou contra o governo do presidente interino Michel Temer e contra a Rede Globo. Dois manifestantes, inclusive, chegaram a invadir a área destinada a competição, durante a passagem das primeiras colocadas. Para evitar que alcançasse alguma atleta, agentes da Polícia Rodoviária Federal, em motos, afastaram os invasores.
Já os manifestantes que respeitaram os limites das barreiras não receberam qualquer tipo de repressão.